# Camponotus branneri
Camponotus branneri är en myrart som först beskrevs av Mann 1916.  Camponotus branneri ingår i släktet hästmyror, och familjen myror. Inga underarter finns listade.